# Sinus Honoris
Sinus Honoris (Badia de l'Honor) és una badia de la cara visible de la Lluna situada en la part occidental de la Mare Tranquillitatis. Té un diàmetre de 111.61 km.
La badia té una àmpla entrada i està vorejada per terrenys irregulars al nord i al sud-oest. Uns sistemes d'esquerdes s'estenen al nord i al sud de la badia en el lloc on aquesta s'uneix al mar. El sistema del nord es diu Rimae Maclear. En l'extrem sud de l'entrada de la badia es troba la Rimae Sosigenes.

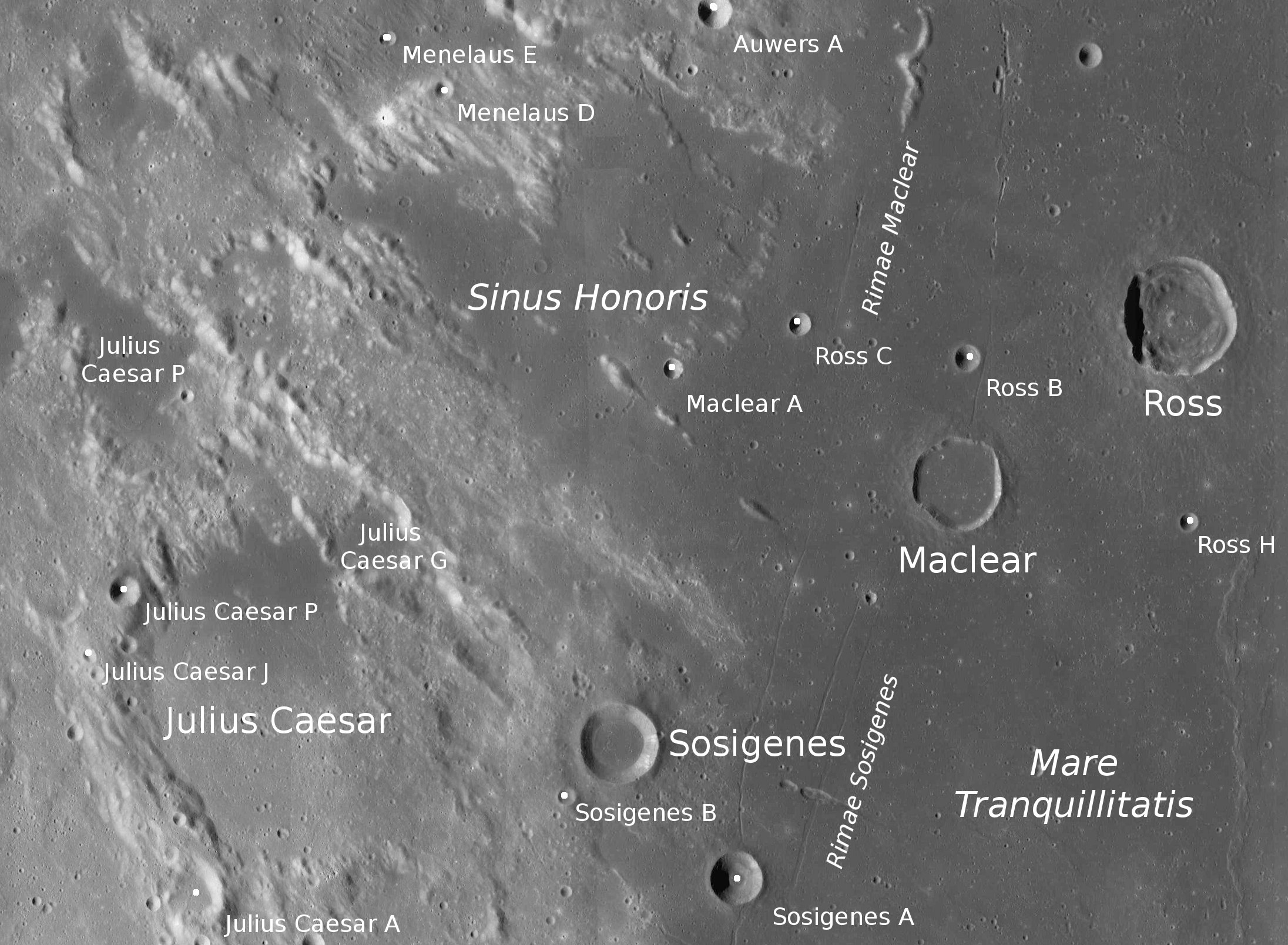
Sinus Honoris.